# RC Cola

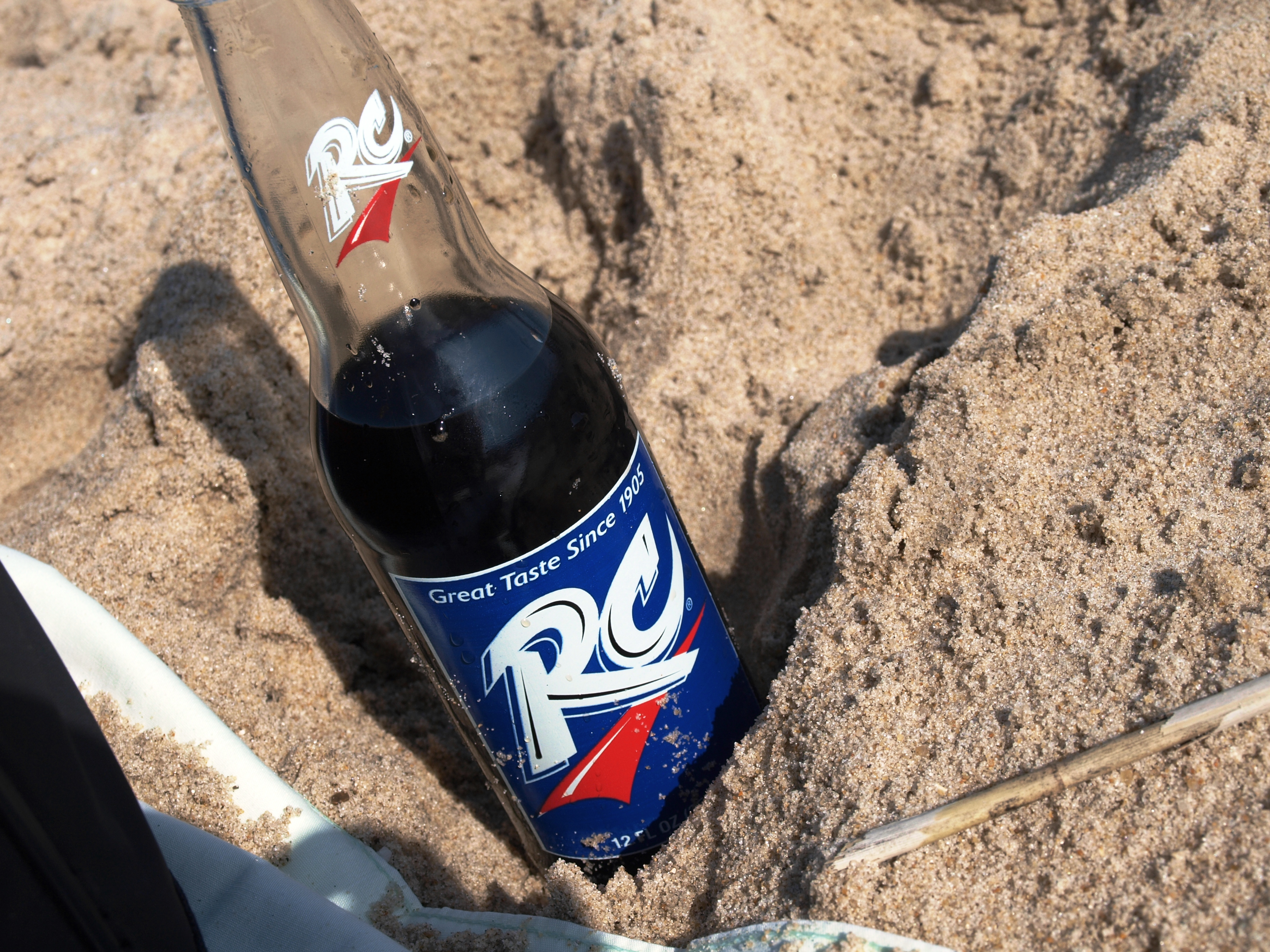
En flaska RC Cola i sand.

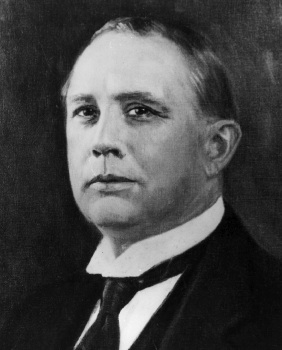
Claud A. Hatcher

RC Cola, Royal Crown Cola, klassisk amerikansk coladryck som funnits i USA sedan 1905. RC Cola har länge varit en av de stora coladryckerna i USA tillsammans med de internationellt mer kända Coca-Cola och Pepsi. 

## Historia
Claud Hatcher startade tillverkning av läskedrycker 1905 i familjens källare Columbus i Georgia. Företaget hette då Union Bottling Works. 1910 lanserade man fruktläskedrycker under namnet Royal Crown. Den första coladrycken fick namnet Chero-Cola.1912 började man sälja koncentrat till bryggare vilket skapat företagets franchise-system. 1928 tog företaget namnet The Nehi Corporation. innan man 1958 tog namnet Royal Crown Cola Company.
Efterhand kom drycker som Royal Crown Ginger Ale, Royal Crown Strawberry och Royal Crown Root Beer. Royal Crown Cola lanserades 1934 då man gjorde om Chero-Cola och snart därefter antogs namnet RC Cola. 1962 kom företagets Diet Rite Cola som tagits fram för diabetiker och personer på diet men som även blev populär hos den breda allmänheten. Tidigare fanns även en koffeinfri variant som hette RC100, men den tillverkas inte längre, vare sig i Sverige eller utomlands. Andra varianter som finns/har funnits utomlands - men inte i Sverige - är bland annat Diet RC och Cherry RC.
I oktober 2000 köptes företaget Royal Crown upp av Cadbury Schweppes och blev en del av Dr Pepper/Seven Up, Inc., ett dotterbolag till Cadbury Schweppes. I samband med en företagssplittring skapades Dr Pepper Snapple Group som RC Cola sedan 2008 ingår i.  Under 2001 såldes alla internationella rättigheter (utanför USA, Kanada och Mexiko) som samlats i företaget Royal Crown Cola International till Cott Corporation

## RC Cola i Sverige
I Sverige tillverkas och distribueras RC Cola av Kopparbergs Bryggeri. RC-Cola finns i 33 cl aluminiumburk, och 50 cl PET-flaska. Tidigare fanns den även i en 150 cl PET-flaska och i glasflaska. Det är enbart den vanliga varianten RC Cola som finns i Sverige, RC 100, Diet osv. finns inte.